# 王益順
王益順（1861年—1931年），福建省泉州府惠安縣溪底村人，大木匠師。溪底村自明代開始便出過許多優秀木匠，而王益順則出身自當地王姓木匠家族。為溪底派大木匠師的代表人物，奠定溪底派在匠界之地位。

## 生平
王益順出生於清咸豐十一年（1861年），幼時家境貧困，只有在鄉塾讀過四年書（1867年－1871年），於父親去世後輟學改當木匠學徒。在他十八歲時，由於承接了當時因要移建到峻嶺陡坡之間而無人敢接手的山霞青山宮而出名。而後於光緒十年（1884年）左右承建閩南地區的住宅與寺廟，其中包括泉州開元寺的修建，而在民國五年（1916年）時，他承建了廈門黃培松武狀元宅。
民國七年（1918年）王益順應臺灣企業家辜顯榮之邀，而於隔年率領姪兒王樹發及十多名溪底匠師來臺，參與臺北艋舺龍山寺的改建，從此開始他在臺灣十多年建廟的生涯。
大正九年（1920年）時他與彬司派陳田於艋舺晉德宮對場作，隔年至臺中與林獻堂商議建築臺中林氏宗祠事宜（後由陳應彬承建），兩年後（1923年）龍山寺完工，他南下處理南鯤鯓代天府工程（1926年完工），而工地由王樹發負責。大正十三年（1924年）時他應鄭肇基之聘來規劃處理新竹都城隍廟工程，於大正十四年（1925年）參與臺北市孔廟的修築，寄居在陳培根的別墅素園裡面。昭和二年（1927年）應邀至鹿港天后宮主持改建。
昭和五年（1930年）孔廟完工後，他回到廈門督造南普陀寺大悲殿的工程，但因積勞成疾，隔年逝世於廈門的工地，享壽七十歲。

## 主要作品

### 臺灣
- 艋舺龍山寺[14]
- 臺北孔子廟[15][16]
- 新竹都城隍廟[17]
- 鹿港天后宮
- 南鯤鯓代天府

### 中國
- 泉州惠安山霞青山宮
- 廈門南普陀寺

## 族人與徒弟
- 王媽帶：王益順堂弟，1924年來臺，參與過南鯤鯓代天府的修築[12]。
- 王樹發：王益順姪兒，1919年隨王益順來臺，參與萬華龍山寺的修築[12]。
- 王錦木（1909年－1996年）：王媽帶之子，1924年隨父來臺參與南鯤鯓代天府的修築，之後定居嘉義縣大林。曾主持過嘉義城隍廟、土庫順天宮的修建[12]。
- 王世南：王益順1919年來臺後所收的養子，受其培育成為優秀的大木匠師。民國四十四年（1955年）進行的萬華龍山寺大殿重修工程所用的設計圖即是出於他之手[12]。

## 臺灣其他匠師
- 王益順
- 吳海桐
- 陳應彬
- 郭塔
- 葉金萬
- 藍木
- 黃良